# Білоусова Садка
Білоусова Садка — один з об'єктів природно-заповідного фонду Луганської області, заповідне урочище місцевого значення.

## Розташування

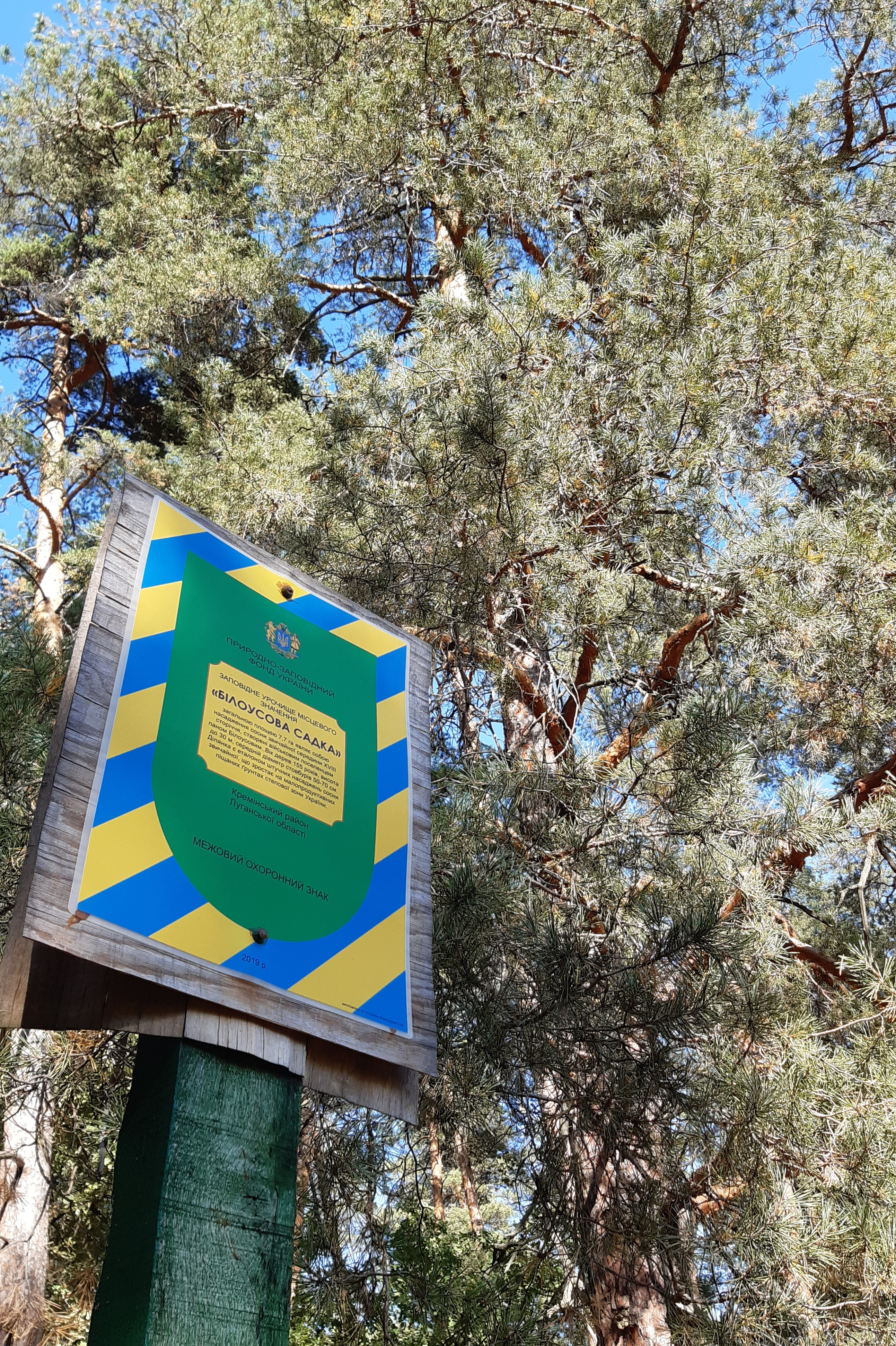
Межовий охоронний знак на вході в урочище "Білоусова садка"

Заповідне урочище розташоване в Кремінському районі Луганської області, на території Верігінського лісництва державного підприємства «Кремінське лісомисливське господарство». Координати: 48° 57' 38" північної широти, 38° 05' 33" східної довготи.

## Історія
Заповідне урочище місцевого значення «Білоусова Садка» оголошено рішенням виконкому Ворошиловградської обласної ради народних депутатів № 300 від 12 липня 1980 р. (в. ч.), № 247 від 28 червня 1984 р.

## Загальна характеристика
Заповідне урочище «Білоусова Садка» загальною площею 7,7 га являє собою насадження сосни звичайної середини XVIII сторіччя, створені військовим поселенцем Білоусовим. Вік дерев 155 років, висота — до 30,0 м, середній діаметр стовбурів — 50,0-70 см. Ділянка є еталоном штучних насаджень сосни звичайної, що зростає на малопродуктивних піщаних ґрунтах степової зони України.

## Рослинний світ
В заповідному урочищі домінують штучні насадження сосни звичайної. Загалом на його території зростає близько 50 видів судинних рослин. Переважають типові для піщаних терас рослини: куничник наземний, пирій повзучий, грястиця збірна, кострець безостий, рокитник руський, вероніка колосиста, портулак городній, гвоздика польова та інші. Зустрічається рідкісний для Луганської області сукулент, приурочений до піщаних ґрунтів — молодило руське.